# Sonate K. 217
La sonate K. 217 (F.165/L.42) en la mineur est une œuvre pour clavier du compositeur italien Domenico Scarlatti.

## Présentation
La sonate K. 217 en la mineur, notée Andante, forme une paire avec la volubile sonate suivante. L'ouverture apparaît coulée dans le style français, plus ornée que la plupart des sonates, le plus souvent en imitation. En revanche la suite est massive et, par les croisements de mains, tout le clavier est sollicité. Selon Pestelli, la section centrale contient l'un des plus beaux « petits poèmes espagnols » du compositeur.

## Manuscrits
Le manuscrit principal est le numéro 12 du volume III (Ms. 9774) de Venise (1753), copié pour Maria Barbara ; l'autre est Parme IV 27 (Ms. A. G. 31409).

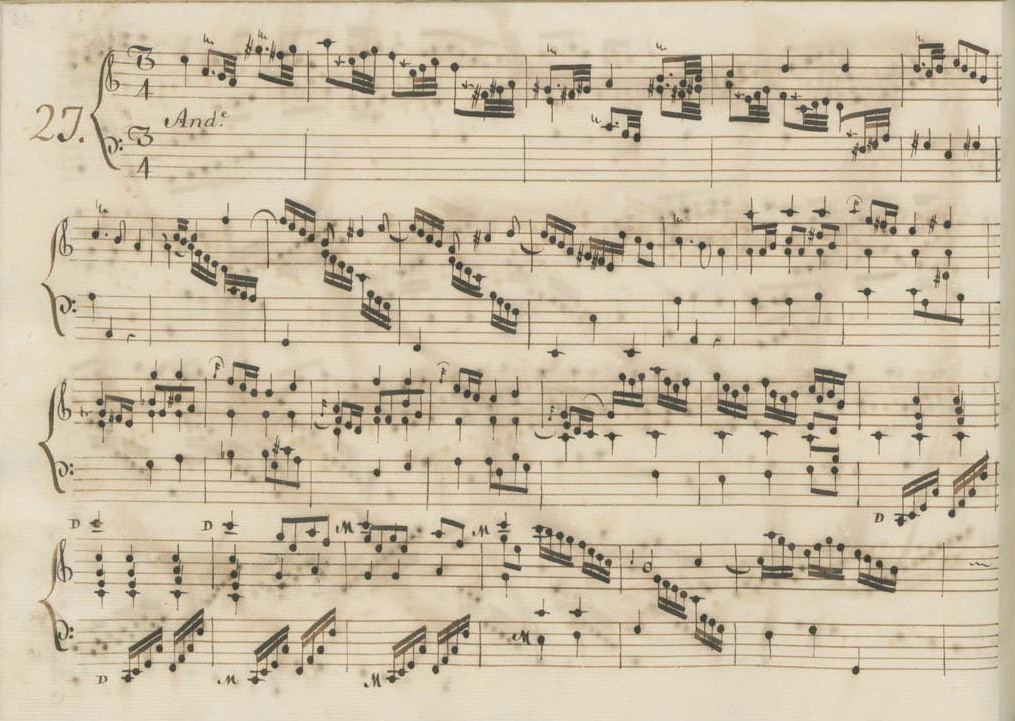
Parme IV 27.
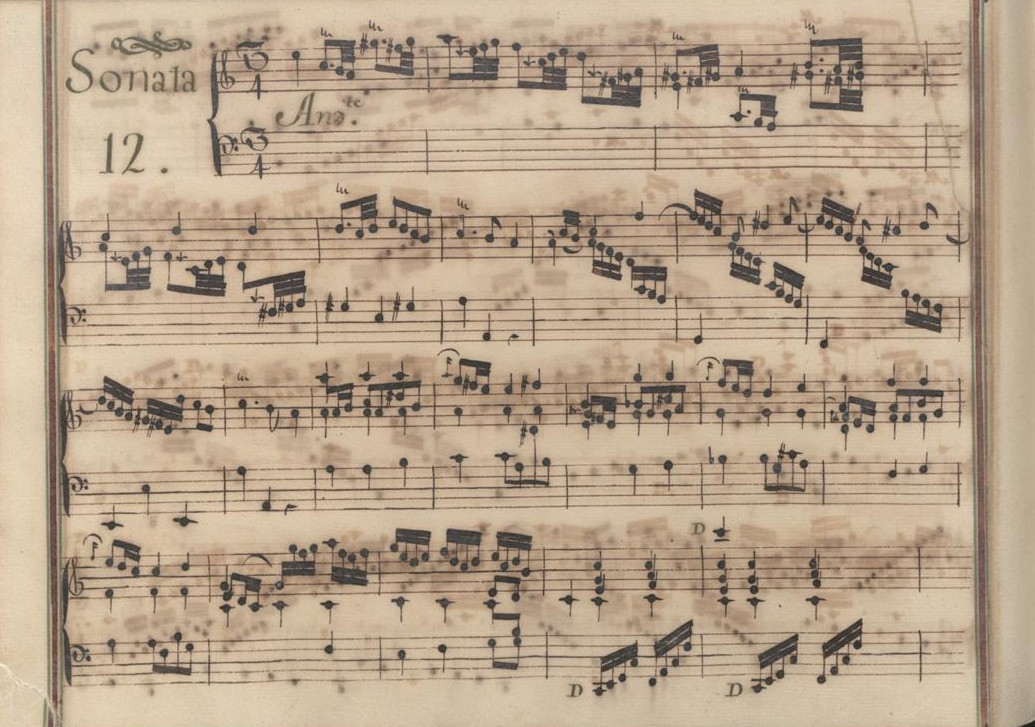
Venise III 12.

## Interprètes
La sonate K. 217 est défendue au piano notamment par Carlo Grante (2009, Music & Arts, vol. 2) et Duanduan Hao (2011, Naxos, vol. 14) ; au clavecin par Luciano Sgrizzi (1971, Erato), Scott Ross (1985, Erato), Enrico Baiano (1999, Symphonia), Richard Lester (2003, Nimbus, vol. 3), Pieter-Jan Belder (Brilliant Classics), Carole Cerasi (2010, Metronome) et Francesco Corti (nl) (2024, Arcana).

## Sources
: document utilisé comme source pour la rédaction de cet article.
- Ralph Kirkpatrick (trad. de l'anglais par Dennis Collins), Domenico Scarlatti, Paris, Lattès, coll. « Musique et Musiciens », 1982 (1re éd. 1953 (en)), 493 p. (ISBN 978-2-7096-0118-4, OCLC 954954205, BNF 34689181).
- Alain de Chambure, « Domenico Scarlatti : Intégrale des sonates — Scott Ross », Erato (2564-62092-2), 1985 (OCLC 891183737) .
- (en) Malcolm Boyd, Domenico Scarlatti : master of music, New York, Macmillan, 1987, xi-302 (OCLC 470280952, BNF 42875007, lire en ligne)
- (en) Carlo Grante, « Domenico Scarlatti, intégrale des sonates pour clavier (vol. 2) », p. 15, Music & Arts (CD-1291), 2009 .